# Acropora palmata
Acropora palmata is een rifkoralensoort uit de familie Acroporidae. De wetenschappelijke naam van de soort werd in 1816 voor het eerst geldig gepubliceerd door Jean-Baptiste de Lamarck. De soort komt voor in de Caraïbische Zee, de Golf van Mexico en bij Florida en de Bahama's. De soort staat op de Rode Lijst van de IUCN geklasseerd als 'kritiek'.

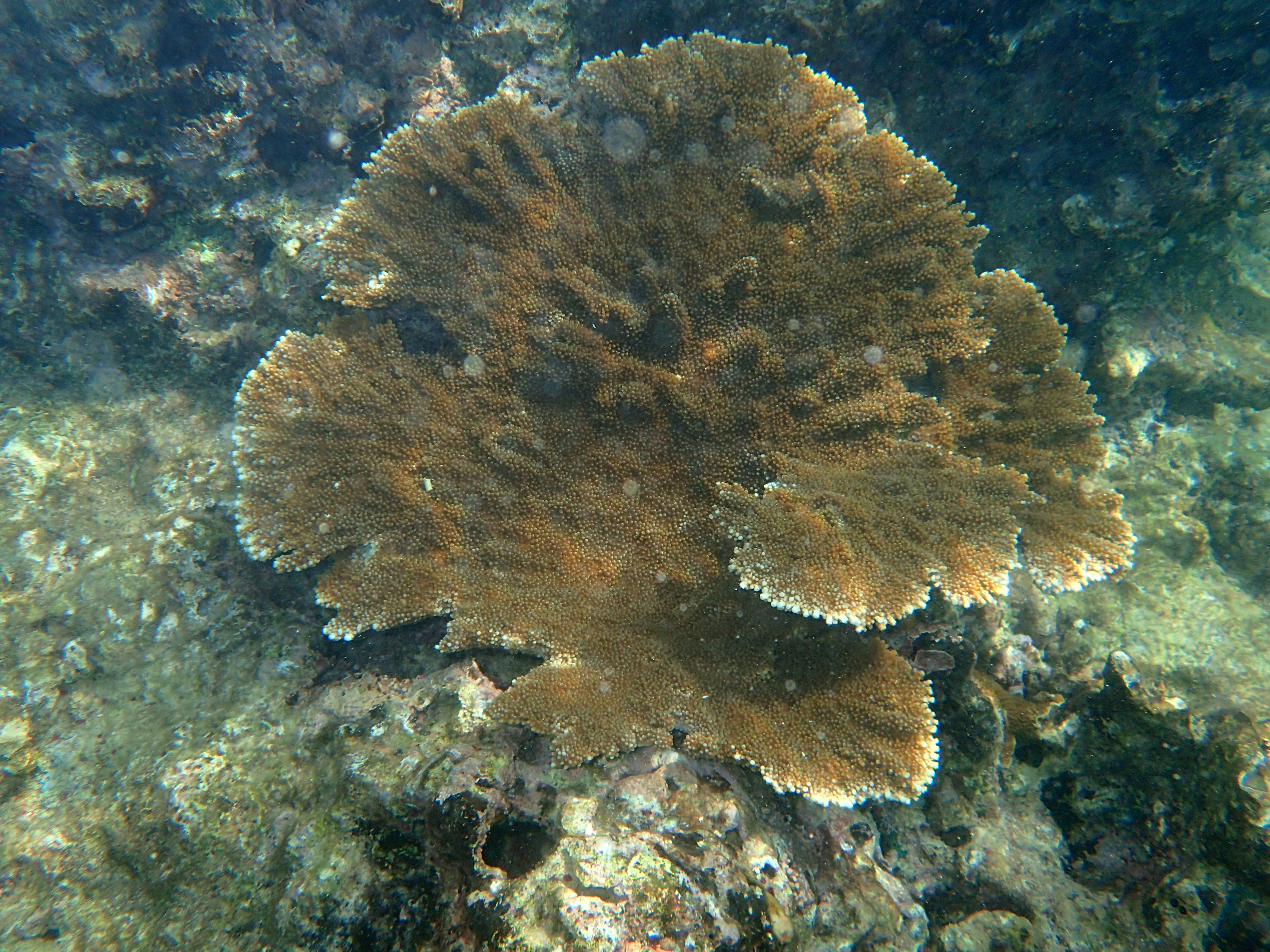
Jonge Acropora palmata, Barbados